# الري في أستراليا

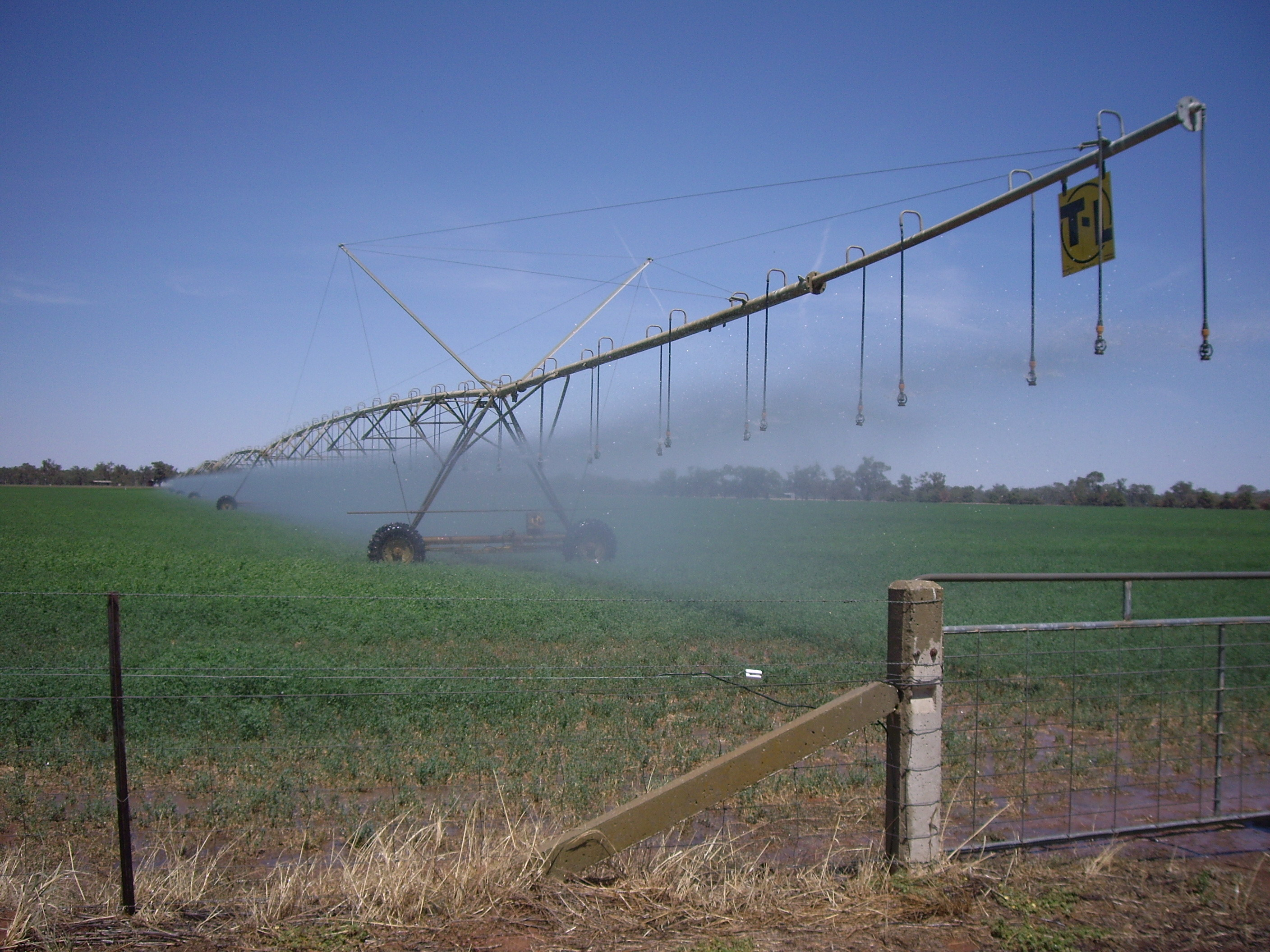

يُعتبر الرّي (بالإنجليزية: Irrigation)‏ من الممارسات الشائعة المطلوبة في العديد من المناطق في أستراليا، إذ تُعتبر أستراليا القارة المأهولة بالسكان الأكثر جفافًا، وذلك لاستكمال انخفاض هطول الأمطار بالمياه المأخوذة من مصادر أخرى للمساعدة في زراعة المحاصيل والمراعي. يتحمّل البعض مسؤولية عواقب الاستخدام الزائد أو سوء إدارة الرّي كواحدة من المشكلات البيئية مثل ملوحة التربة وفقدان المواطن للنباتات والحيوانات المحلية.
يختلف الرّي عن زراعة الأراضي الجافة (الزراعة التي تعتمد على هطول الأمطار) في أستراليا من حيث الكثافة والإنتاجية. تشمل المحاصيل الشائعة المنتَجة باستخدام الرّي الأرز والقطن والكانولا والسكر والعديد من الفواكه وغيرها من الأشجار والمراعي، إلى جانب القش والحبوب لاستخدامها في إنتاج لحوم الأبقار والألبان. يُعتبر الرّي السطحي من أكثر طرق الرّي شيوعًا في أستراليا، باستخدام محور الرّي بالتنقيط والوسط. جميع حقوق استخدام المياه والسيطرة عليها مخوّلة في الولاية، والتي بدورها تُصدر استحقاقات شرطية لاستخدام المياه.
طُرحت أولى مشاريع الرّي على نطاق واسع في أستراليا خلال فترة الثمانينات من القرن التاسع عشر، وذلك نظرًا لظاهرة الجفاف التي تشهدها المنطقة. في عام 1915، وُقعت اتفاقية مياه نهر موراي، والتي تَحدَّدَ بموجبها الشروط الأساسية لاستخدام مياه النهر وهي ما تزال سارية حتى يومنا هذا. قرب نهاية القرن العشرين، أصبحت المشاكل البيئية في الحوض خطيرة بالفعل مع اقتراب تحويلات الرّي وتجاوز قدرة التدفقات الطبيعية. في أعقاب المفاوضات التي بدأت عام 1985، وُقعت اتفاقية حوض نهري موراي - دارلينغ في 1987. وقد اعتٌمِدَت مبادرة المياه الوطنية الأكثر شمولية في عام 2004.